# Івановське (Медновське сільське поселення)
Івановське (рос. Ивановское) — присілок в Калінінському районі Тверської області Російської Федерації.
Населення становить 29 осіб. Входить до складу муніципального утворення Медновське сільське поселення.

## Історія
Від 2005 року входить до складу муніципального утворення Медновське сільське поселення.

## Населення
| 1859 | 1886 | 1997 | 2002 | 2010 |
| ---- | ---- | ---- | ---- | ---- |
| 260  | ↗367 | ↘35  | ↘20  | ↗29  |